# Habenaria siamensis
Habenaria siamensis är en orkidéart som beskrevs av Rudolf Schlechter. Habenaria siamensis ingår i släktet Habenaria och familjen orkidéer. Inga underarter finns listade i Catalogue of Life.